# Grabówek (województwo lubuskie)
Grabówek – miejscowość typu schronisko turystyczne, w Polsce, położona w województwie lubuskim, w powiecie żarskim, w gminie Tuplice przy trasie zawieszonej linii kolejowej Lubsko – Tuplice, nad zalewem Tymnicy.
Schronisko leży na niebieskim szlaku turystycznym Jasień – Trzebiel.
W latach 1975–1998 miejscowość administracyjnie należała do województwa zielonogórskiego.